# مراد محجوب
مراد محجوب (1945-)، هو مدرب كرة قدم تونسي مخضرم. على عكس أغلب المدربين لم يمارس كرة قدم على كلاعب على مستوى عال، إذ أن اختصاصه الأول هو كرة الطائرة. برز مراد محجوب على رأس منتخب الأواسط لكرة القدم الذي صعد معه عام 1985 إلى نهائيات كأس العالم في موسكو. في 1990 عين كمدرب للمنتخب الوطني للأكابر، ورغم بعض العروض الجيدة، انسحب في تصفيات كأس إفريقيا 1992 أمام مصر ثم أمام المغرب في تصفيات كأس العالم 1994 ليعوض بيوسف الزواوي. أمضى بقية التسعينات بالخليج العربي خاصة في الإمارات حيث درب هناك النصر. في عقد الألفين درب في تونس الترجي الرياضي الجرجيسي (2002)، والنادي الإفريقي (2003) الذي وصل معه إلى نهائي كأس تونس، والنادي الصفاقسي (2003-2004) وفاز معه بدوري أبطال العرب 2004، والنجم الرياضي الساحلي (2004)، الترجي الرياضي التونسي (2005)، والنادي الصفاقسي مرة ثانية (2006-2007)، والملعب التونسي (2007)، ومستقبل المرسى (2008)، وشبيبة القيروان (2009-2010)، تخللتها عدة تجارب خليجية أخرى في نادي العين والاتفاق السعودي والأهلي القطري  ونادي الشارقة. وفي 30 أوت 2010 عين مرة أخرى كمدرب للإفريقي خلفا للفرنسي فرانسوا براتشي ، في حين عين لطفي الرويسي كمساعد له. متزوج من سيدة فرنسية وله منها ولدان وليد وسفيان.يوم 28 ديسمبر 2010 قدم مراد محجوب استقالته من تدريب النادي الأفريقي بعد خسارته امام فريق ترجي جرجيس بهدفين مقابل هدف واحد.

## روابط خارجية
- مراد محجوب على موقع قاعدة بيانات كرة القدم.إي يو (الإنجليزية)